# Siebenbürgischer Volksfreund
A Siebenbürgischer Volksfreund címet két 19. századi erdélyi szász hetilap viselte.
Az első 1844–1849 között hetente kétszer jelent meg Nagyszebenben Johann Michaelis szerkesztésében, kiadója Samuel Filtsch volt. Alcíme Wochenblatt für den Gewerbs- und Landmann [Az iparosok és földművelők hetilapja] volt. Szerzői között volt többek között Stephan Ludwig Roth is.
Azonos címet viselt az 1886. április 4-étől kezdődően Brassóban megjelent, Franz Karl Herfurth által szerkesztett hetilap, amely az erdélyi szász nyelven szerkesztett irodalomra helyezte a hangsúlyt. 1892-ben a szerkesztőség átköltözött Nagyszebenbe. Ennek a hetilapnak az alcíme Ein Sonntagsblatt für Stadt und Land [Vasárnapi lap a városnak és a vidéknek] volt. Utolsó száma 1895. december 22-én jelent meg.

## Fordítás
Ez a szócikk részben vagy egészben a Siebenbürgischer Volksfreund című román Wikipédia-szócikk fordításán alapul.  Az eredeti cikk szerkesztőit annak laptörténete sorolja fel. Ez a jelzés csupán a megfogalmazás eredetét és a szerzői jogokat jelzi, nem szolgál a cikkben szereplő információk forrásmegjelöléseként.